# Торе (Арецо)
Торе је насеље у Италији у округу Арецо, региону Тоскана.
Према процени из 2011. у насељу је живело 801 становника. Насеље се налази на надморској висини од 261 м.